# پتر کولچکو
پتر کولچکو (چکی: Petr Kolečko؛ ‏ ۲۸ مارس ۱۹۸۴) نمایشنامه‌نویس و فیلم‌نامه‌نویس اهل جمهوری چک است. وی دانش‌آموختهٔ دانشکده تئاتر آکادمی هنرهای نمایشی پراگ و از سال ۲۰۰۸ نیز مدیر هنری استودیو روبین در پراگ بود.
از فیلم‌ها یا مجموعه‌های تلویزیونی که وی در آن‌ها نقش داشته است، می‌توان به ستاره چهارم، لیگ محلی و یک بیمار برجسته اشاره نمود.